# Ліверпуль Тауншип (округ Перрі, Пенсільванія)
Ліверпуль Тауншип (англ. Liverpool Township) — селище (англ. township) в США, в окрузі Перрі штату Пенсільванія. Населення — 1037 осіб (2020).

## Демографія
Згідно з переписом 2010 року, у селищі мешкало 1057 осіб у 407 домогосподарствах у складі 332 родин. Було 470 помешкань
Расовий склад населення:
| - 98,3 % — білих - 0,3 % — азіатів - 0,2 % — чорних або афроамериканців |

До двох чи більше рас належало 0,9 %. Частка іспаномовних становила 0,8 % від усіх жителів.
За віковим діапазоном населення розподілялося таким чином: 22,7 % — особи молодші 18 років, 64,6 % — особи у віці 18—64 років, 12,7 % — особи у віці 65 років та старші. Медіана віку мешканця становила 42,2 року. На 100 осіб жіночої статі у селищі припадало 112,7 чоловіків;  на 100 жінок у віці від 18 років та старших — 107,4 чоловіків також старших 18 років.
Середній дохід на одне домашнє господарство  становив 77 486 доларів США (медіана — 61 313), а середній дохід на одну сім'ю — 83 979 доларів (медіана — 69 583). За межею бідності перебувало 6,7 % осіб, у тому числі 5,8 % дітей у віці до 18 років та 2,5 % осіб у віці 65 років та старших.
Цивільне працевлаштоване населення становило 601 особа. Основні галузі зайнятості: освіта, охорона здоров'я та соціальна допомога — 20,5 %, будівництво — 13,0 %, виробництво — 12,8 %.